# ヘアドライヤー

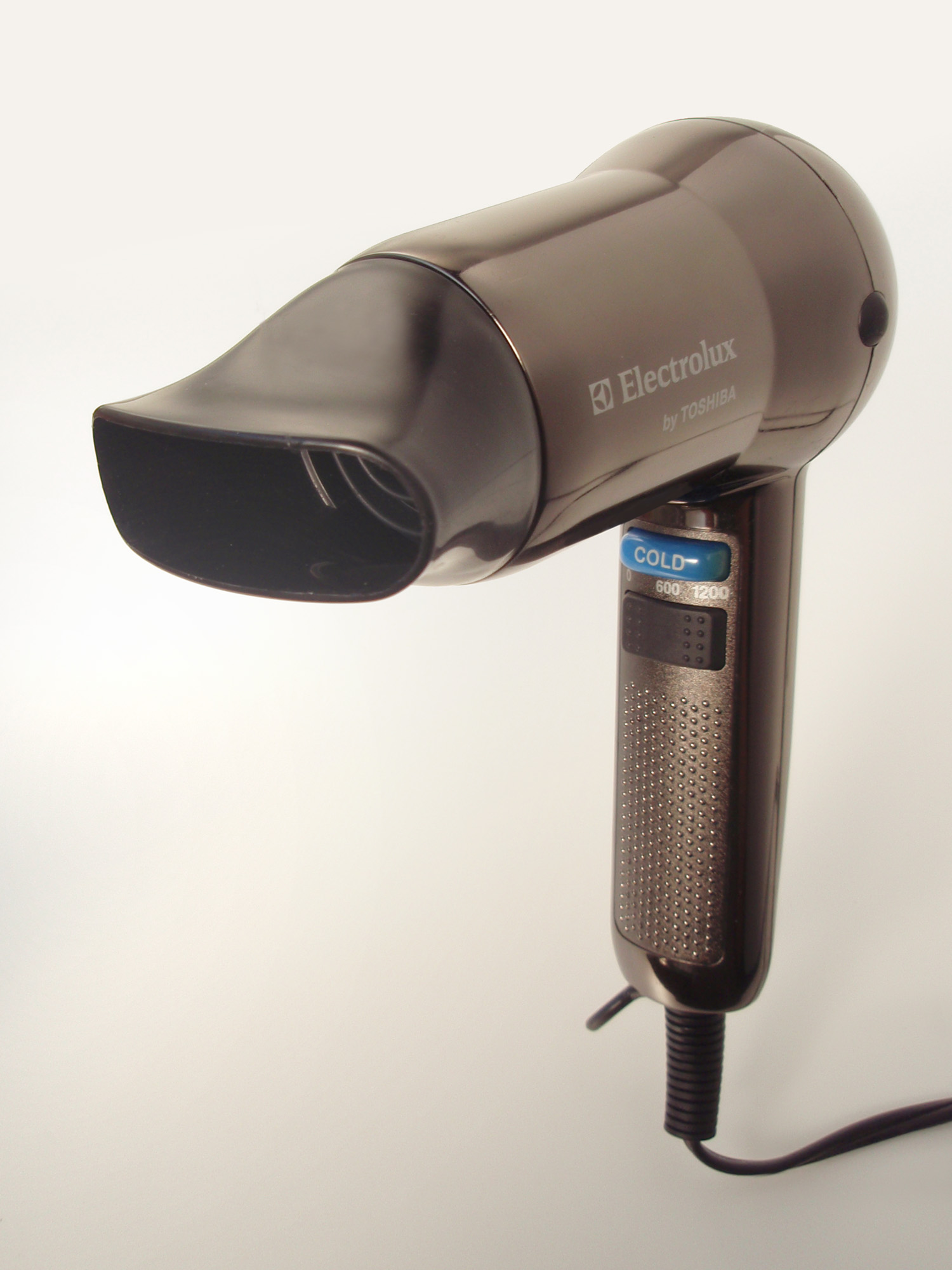
ヘアドライヤー

ヘアドライヤー（hair dryer / drier, blowdryer）は、家庭電化製品のひとつで、濡れた頭髪を乾燥させる機械である。JIS型式分類名は毛髪乾燥機（もうはつかんそうき）。手持ち型及び筒型に分類される。

## 概要

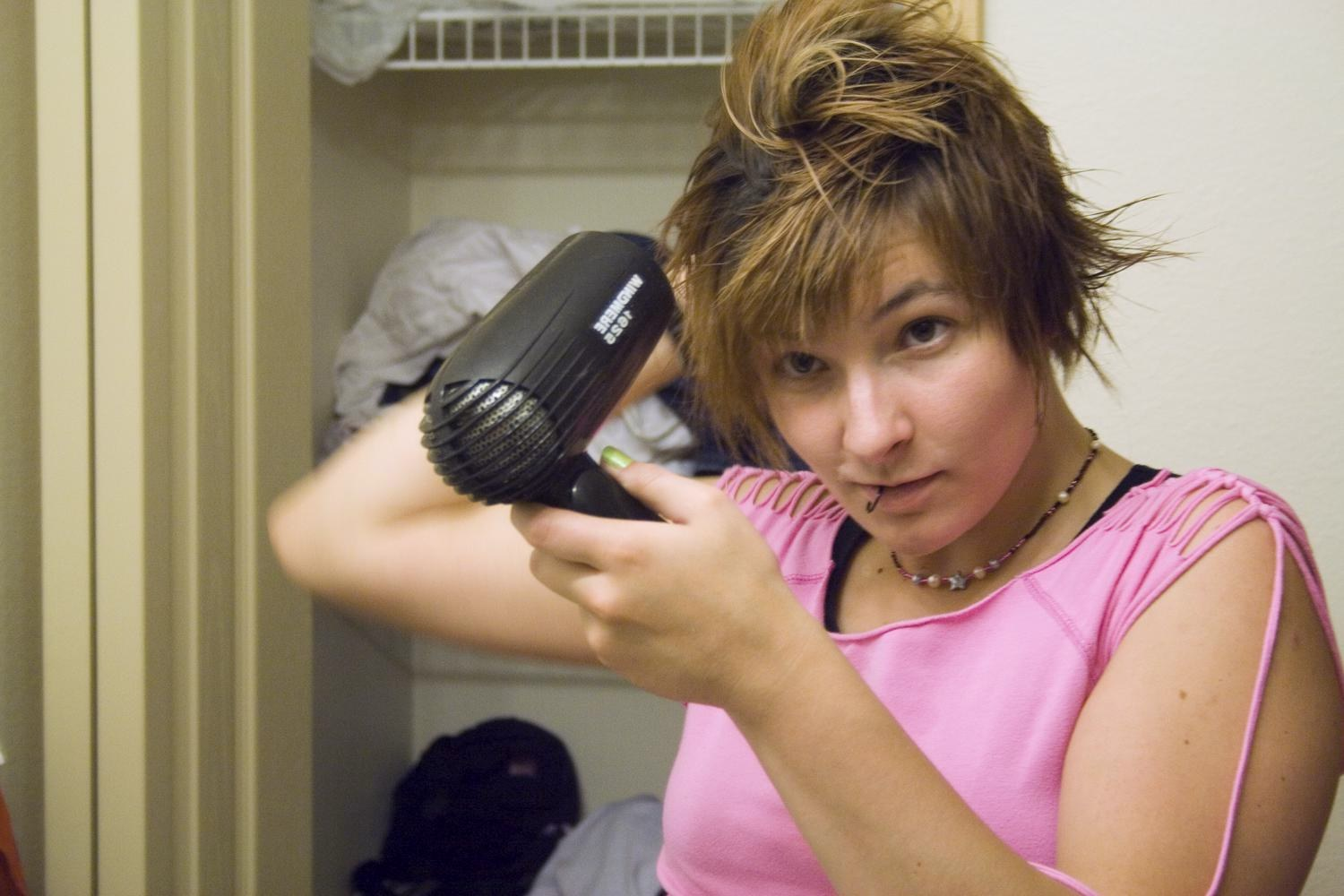
ヘアドライヤーで髪を乾かす女性

元々は濡れた頭髪を乾かす目的だが、湿った頭髪はヘアブラシなどの道具などで形状を固定した状態で乾かすと、その形が維持された状態になる性質がある（クセが付く）ため、付加的な目的として髪型を簡単に変更するために用いられることも多い。また。頭髪用のコスメチックを使用した上で頭髪を一定のスタイルに整え、固定するためのセットアップにも用いられる。

### 用途
業務用と一般用があり、業務用は一般用に比べて耐久性が高く、風力も強い傾向がある。ただし業務使用では使用時間が一般使用の比ではないため、耐久性が高いことと長年使えることは同義ではない。業務用と一般用は流通経路が異なるため、一般消費者が業務用を手に入れることは難しい。また、業務用ヘアドライヤーはその強力な風力を出すために、一般のものに比べ重たいものが多いが、長時間使用するのに重たいと腕が疲れてしまうことから、近年は軽量化され300gを切った業務用ヘアドライヤーも開発されている。

## 基本構造
熱源をモーターとファンにより発生させた風を通して冷やすことで発生する温風を利用する。また高出力のため、安全装置（サーモスタット、温度ヒューズなど）が付いている。

### 付属品
主にヘアドライヤーの付属品は、吹出口先端に取り付けるものが多い。
温風を集中して頭髪のある部分に当てさせる目的で、集風器が一般的に付属される。また、手持ち型のものには、集風器とは逆に頭髪全体に風を当てるために拡散器（ディフューザー）が付属されることもある。筒型のものには、ブラシや櫛、コテアイロンの役割をするものなどが付属する。

### 付加機能
ヘアドライヤーの付加機能は、頭髪を熱で乾かすことにより痛める恐れがあるといわれることから、頭髪を痛めないようにすることを目的とする機能が多い。
- 遠赤外線照射機能
- 水蒸気（ミスト）照射機能
- オゾン照射機能
- マイナスイオン照射機能

## 高出力
ヘアドライヤーは、その機能を実現させるための（熱源に風を当てて熱風を出す）構造そのものは単純だが、700ワットから1400ワットという高出力（海外では2000ワット以上のものもあり）であり、電化製品の中では、電子レンジや冷暖房機、電気ケトルと並んで容量不足の時にブレーカーを落とす元凶の一つといわれるぐらいである。また、その高出力を要する故に、バッテリー駆動が難しいとされ、コードレス化の妨げとなっているが、ガスボンベ式によるコードレスモデルも開発され始めている。

## 表示上の問題
2012年7月、東京都は日本国内の家電メーカー4社のイオン機能付きドライヤーを調査した結果、一般的な使用方法とは乖離した試験・個人差による効果の違いの検証・イオン機能による効果の3点について、実証試験の不備を指摘し、商品表示の改善を求めている。

## その他
用途の類になるが、水彩画やアクリル画、版画を描く際の乾燥の為に常備し、画材の一部として使われることもある。但し、油彩では急速乾燥させると画面が割れてしまうためふつうは使用されない。